# 중서부태평양수산위원회
중서부태평양수산위원회(WCPFC : Western and Central Pacific Fisheries Commission)는 중서부태평양 참치자원의 장기적 보존과 지속적 이용을 목적으로 설립된 지역수산관리기구 중의 하나이다. 사무국은 미크로네시아 폰페이에 위치하고 있다. "중서부태평양 고도회유성어족의 보존과 관리에 관한 협약" 제9조에 따라 2004년 6월 19일 설립되었다. 대한민국은 2004년 11월 25일 가입하였다.

## 회원국
- 총 회원국은 25개국이다.
  - FFA 그룹(17개국) : 오스트레일리아, 뉴질랜드, 프랑스, 미크로네시아, 키리바시, 솔로몬, 투발루, 마샬, , 나우루, 니우에, 팔라우, 사모아, 통가, 바누아투, 쿡아일랜드, 피지
  - 비 FFA(8개국) : 대한민국, 미국, EU, 캐나다, 일본, 중화인민공화국, 필리핀, 중화민국
- 협력적비회원국 : 벨리즈, 인도네시아, 세네갈, 멕시코 등 7개국

## 설립 목적
- 고도회유성어족의 장기적 보존과 지속적 이용.

## 적용 대상
- 지역: 중서부 태평양수역(연안국 관할 수역의 법적지위에 영향을 미치지 않음)
- 어종: 꽁치류를 제외한 중서부태평양수역의 고도회유성 어족[1]

## 기능
- 총허용어획량 결정 및 보존관리조치 결정
- 조업정보 수집, 검증, 교환 및 보고
- 통계자료 수집 배포, 선박감시제도 수립

## 보조기구
- 과학위원회(SC) : 최선의 과학적 정보 수집 위원회에 권고
- 기술이행위원회(TCC) : 보존조치 이행사항 검토 위원회에 권고
- 북방위원회(NC) : 북위 20도 이북의 자원관리조치를 위원회에 권고
- 재정행정위원회(FAC) : 위원회의 행정재정사항에 대하여 위원회에 권고

## 회의 결과

### 제6차 연례회의
- 2009년 12월 7일부터 5일간 불령 폴리네시아의 타히티에서 개최되었다. 대한민국은 현재 한반도 주변 태평양 참다랑어 자원현황이 정확히 파악되지 않고 있어 향후 자원동향에 대한 연구계획을 실시할 계획임을 설명하였으며, 한국을 제외한 모든 나라가 2011년부터는 한국이 태평양 참다랑어에 대한 보존관리조치에 참여하여 줄 것을 요청하였다.[2]

### 제6차 북방위원회
- 2010년 9월 6일부터 5일간 일본 후쿠오카에서 개최되었다. 대한민국은 태평양참다랑어의 남획상황이 해결되지 않는 상황을 감안, 동 자원을 지속가능하게 이용하기 위한 국제적 노력에 동참(한국 EEZ 적용 예외 연장하지 않음)하기로 하고 참다랑어 연구사업을 소개했다.[3]

### 제7차 연례회의
- 2010년 12월 5일부터 10일간 7차 연례회의가 하와이에서 개최되었다. 대한민국은 우리 참다랑어 어업에 대한 국내 관리체계 마련을 조건으로 어획량 감축에 대한 예외를 받은 만큼, 향후 국제사회의 비난을 면하고 동 조업을 계속 유지하기 위해서는 국제규범이 정하는 수준의 관리제도 마련이 시급한 상황이다.[4]

## 같이 보기
- 태평양 공동체
- 남태평양어업회의기구
- 전미열대참치위원회